# جایزه بزرگ هلند ۱۹۷۴
جایزه بزرگ هلند ۱۹۷۴ (انگلیسی: ‎1974 Dutch Grand Prix‎) یک مسابقهٔ موتوری در رشتهٔ اتومبیل‌رانی فرمول یک بود که در تاریخ ۲۳ ژوئن ۱۹۷۴ در پیست زاندفورت واقع در زاندفورت، هلند برگزار شد. این گراند پری در میان ۱۵ گراند پری در فصل ۱۹۷۴، مسابقهٔ شمارهٔ ۸ بود.
در این مسابقه که در ۷۵ دور و به مسافت ۳۱۶٫۹ کیلومتر (۱۹۶٫۹۱۳ مایل) برگزار شد، پول پوزیشن توسط نیکی لائودا کسب شد و سریع‌ترین زمان برای طی یک دور پیست که برابر با ۱:۲۱٫۴۴ بود نیز توسط رونی پیترسن به ثبت رسید.
نیکی لائودا از تیم فراری، کلی رگاتزونی از تیم فراری و امرسون فیتیپالدی از تیم مک‌لارن-فورد به‌ترتیب مقام‌های اول تا سوم مسابقه را کسب کردند.

## رده‌بندی قهرمانی پس از مسابقه
|       | جایگاه | راننده           | امتیاز |
| ----- | ------ | ---------------- | ------ |
|       | ۱      | امرسون فیتیپالدی | ۳۱     |
| ۱     | ۲      | نیکی لائودا      | ۳۰     |
| ۱     | ۳      | کلی رگاتزونی     | ۲۸     |
|       | ۴      | جودی شکتر        | ۲۳     |
| ۲     | ۵      | مایک هیلوود      | ۱۲     |
| منبع: |        |                  |        |

|       | جایگاه | سازنده      | امتیاز  |
| ----- | ------ | ----------- | ------- |
|       | ۱      | مک‌لارن-فورد | ۴۲ (۴۴) |
|       | ۲      | فراری       | ۳۹      |
|       | ۳      | تایرل-فورد  | ۲۷      |
|       | ۴      | لوتوس-فورد  | ۱۳      |
|       | ۵      | برابام-فورد | ۱۰      |
| منبع: |        |             |         |

یادداشت
- تنها پنج جایگاه نخست از هر رده‌بندی نمایش داده شده‌است.